# Czesław Miłosz

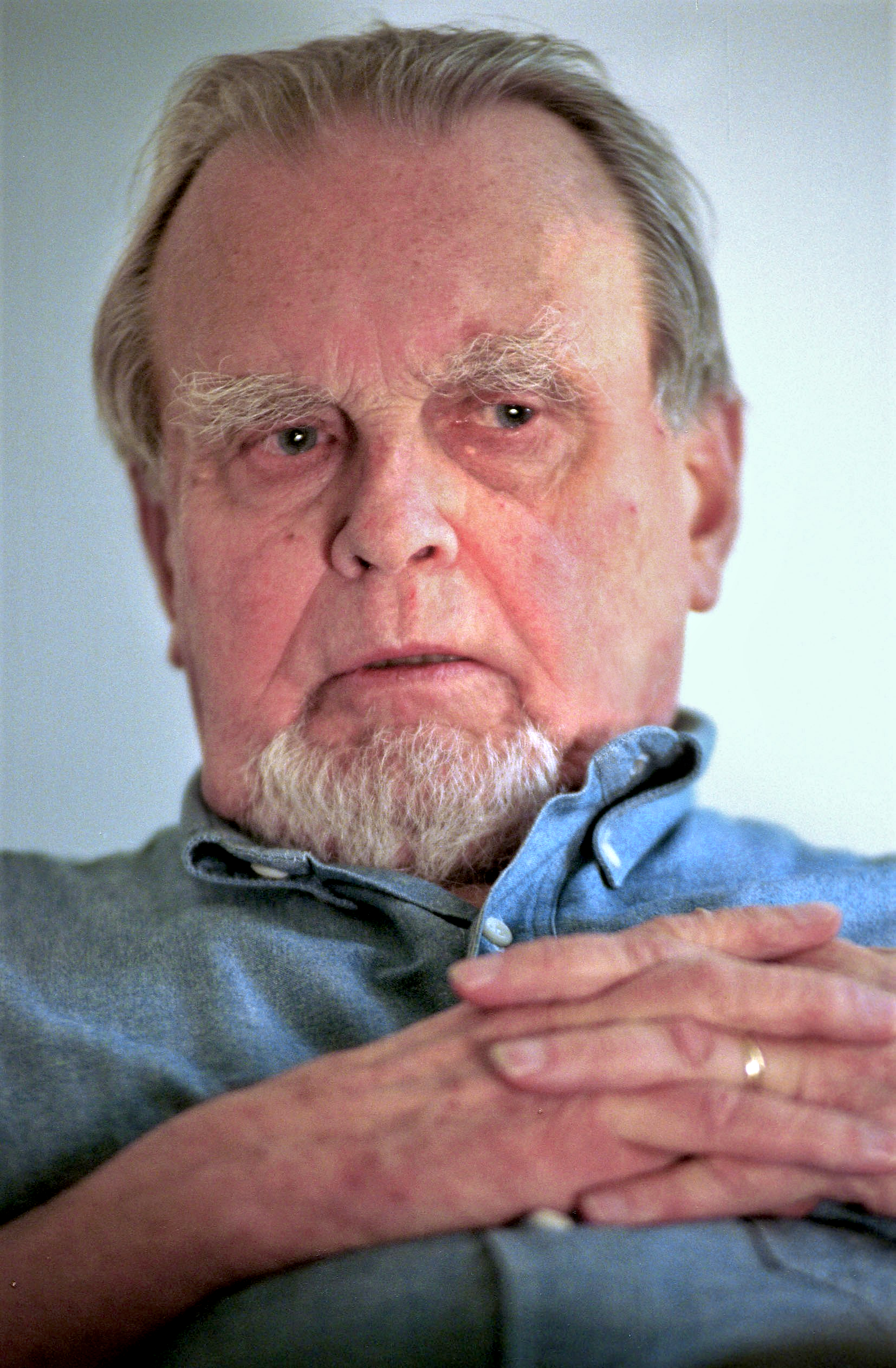
Czesław Miłosz (1999)

Czesław Miłosz [ˈt ͡ʂɛswaf ˈmiwɔʂ] (anhörenⓘ) (* 30. Juni 1911 in Šeteniai (poln.: Szetejnie), Gouvernement Kowno, Russisches Kaiserreich (heute Litauen); † 14. August 2004 in Krakau, Polen) war ein polnischer Dichter. 1980 erhielt er den Nobelpreis für Literatur.

## Leben
Die Familie gehörte dem alteingesessenen polnischen Landadel an. Czesław Miłosz absolvierte das Mittel- und Hochschulstudium in Wilna, das nach der 1920 erfolgten Besetzung durch Polen im Jahre 1922 zur Hauptstadt einer Woiwodschaft wurde. Das Studium der Literatur brach er ab, da ihm zufolge an dieser Fakultät so viele Frauen studierten, dass diese die „Heiratsabteilung“ genannt wurde. Widerwillig begann er stattdessen ein Jurastudium.
Seine ersten Gedichte wurden 1930 in der Studentenzeitung Alma Mater Vilnensis abgedruckt. Zwischen 1931 und 1934 gehörte er tonangebend den Żagary (dt. Reisig) an, einem dem polnischen Nationalismus kritisch gegenüberstehenden Kreis von Literaten. Dieser traf sich im Café Rudnicki, Treffpunkt polnischer Künstler, und gab ein Avantgardeblättchen gleichen Namens heraus, worin die Kunstrichtung des Katastrophismus propagiert wurde. 1933 erschien sein erster Gedichtband Poemat o czasie zastygłym (dt. Poem über eine erstarrte Zeit). Im folgenden Jahr schloss er das Studium ab, erhielt den ersten vieler literarischer Preise sowie ein Stipendium, das ihm erlaubte, sich in Paris ein Jahr lang weiterzubilden.
Während der deutschen Besatzung im Zweiten Weltkrieg war er im Untergrund tätig und konnte mehreren jüdischen Mitbürgern das Leben retten, wofür er von Yad Vashem 1989 mit dem Titel Gerechter unter den Völkern ausgezeichnet wurde.
Zwischen 1945 und 1949 bekleidete er verschiedene Posten in diplomatischen Vertretungen der Volksrepublik Polen in New York City und Washington, D.C., 1950 wurde er nach Paris versetzt. Bei einem Ferienaufenthalt in Warschau wurde ihm im Dezember der Pass entzogen, den er nur dank Fürsprache einflussreicher Persönlichkeiten Ende Januar 1951 zurückerhielt. Am 1. Februar 1951 „sprang“ Miłosz „ab“ und erhielt in Frankreich politisches Asyl. 1953 erschien gleichzeitig in New York und Paris The Captive Mind (Verführtes Denken) in englischer Sprache. Das Buch analysiert anhand von vier Fallstudien (Alpha, Beta, Gamma, Delta) die ungeheure Anziehungskraft, die totalitäre Systeme auf die schreibende Zunft ausüben. „Die große Sehnsucht des freischwebenden Intellektuellen ist es, zur Masse zu gehören. Dies Bedürfnis ist so ungestüm, dass viele, die einst im faschistischen Deutschland oder Italien Inspirationen suchten, sich jetzt zum Neuen Glauben bekehrt haben“. Dieser Stalldrang der Schreibenden macht es, laut Miłosz, allen Hausierern so leicht, jenen ihre Murti-Bing-Pillen anzudrehen (das Bild entlehnt er bei Witkiewicz). Am meisten verärgerte Miłosz jedoch die in Paris tonangebende Intelligentsia mit ihrer konsequenten Weigerung, sich, gleich anderen schreibenden Abgesprungenen, auf einen Dialog mit dem dialektischen Materialismus einzulassen. Er konzentrierte sich stattdessen darauf, die Auswirkungen dieser Methode zu beschreiben und zu analysieren. Die Methode selbst tat er kurz mit der alten Geschichte von der Schlange ab, die ohne Zweifel ein dialektisches Tier ist: „‚Papa, hat die Schlange einen Schwanz?‘ fragte der kleine Hans. ‚Nichts anderes als einen Schwanz‘, antwortete der Vater“. – Einige Kritiker versuchten das Buch als eine Art Schlüsselroman und Personenkritik zu deuten, und versuchten aufzudecken, welche bekannten Leute Miłosz gemeint haben könnte, so z. B. Jerzy Putrament (als Gamma, „der Sklave der Geschichte“), Tadeusz Borowski (als Beta), Konstanty Ildefons Gałczyński (als Delta) und seinen ehemals guten Freund Jerzy Andrzejewski (als Alpha).
1960 wirkte Miłosz als Gastdozent im Department of Slavic Languages and Literatures an der University of California in Berkeley, wo er 1961 ordentlicher Professor wurde. Die amerikanische Staatsbürgerschaft erhielt er 1970.
1978 wurde ihm der Neustadt International Prize for Literature verliehen. Er gab die Lehrtätigkeit auf und wurde von seiner Universität mit der höchsten Anerkennung, The Berkeley Citation, ausgezeichnet. 1980 erhielt er den Nobelpreis für Literatur, woraufhin die Zensur seiner Bücher im gleichen Jahr in Polen aufgehoben wurde. Im Juni 1981 betrat Miłosz nach 30 Jahren Exil wieder polnische Erde, kehrte bald darauf jedoch nach Berkeley zurück. Im Dezember wurden seine Bücher ein weiteres Mal verboten (siehe auch Kriegsrecht in Polen 1981–1983). Nach der Absetzung des kommunistischen Regimes im Jahre 1989 pendelte Miłosz zwischen Krakau und Berkeley hin und her, bis er sich schließlich im Jahre 2000 endgültig in Krakau niederließ. Im selben Jahr sandte der Dichter Papst Johannes Paul II. eine Ode zum 80. Geburtstag am 18. Mai. In seinen letzten Lebensjahren erläuterte Miłosz seine Ideen in einer Reihe von Dokumentarfilmen. Czesław Miłosz starb am 14. August 2004 in Krakau.
Auch in der Zeit seines Exils hat Miłosz seine Werke fast ausschließlich auf Polnisch geschrieben. Das Gros seines dichterischen Werks liegt in englischer Übersetzung in Ausgaben von HarperCollins und Tate/Penguin vor. Die späteren Gedichte hat er in Zusammenarbeit mit Robert Hass selbst ins Englische übersetzt.

## Der Dichter im Urteil bedeutender Kollegen
Joseph Brodsky nennt ihn einen der größten, vielleicht den größten Dichter unserer Zeit.
Für Seamus Heaney gehört er zu den wenigen Menschen, die mehr von der Wirklichkeit wissen und sie auch besser aushalten können als alle andern.
Andrew Motion ist überzeugt davon, dass die Wende, die Ted Hughes mit Crow einleitete, sich ohne den Einfluss Miłosz' nicht erklären lässt.
Tony Judt hielt ihn für den größten polnischen Dichter des 20. Jahrhunderts.

## Ehrungen
- Ehrenbürger von Sopot

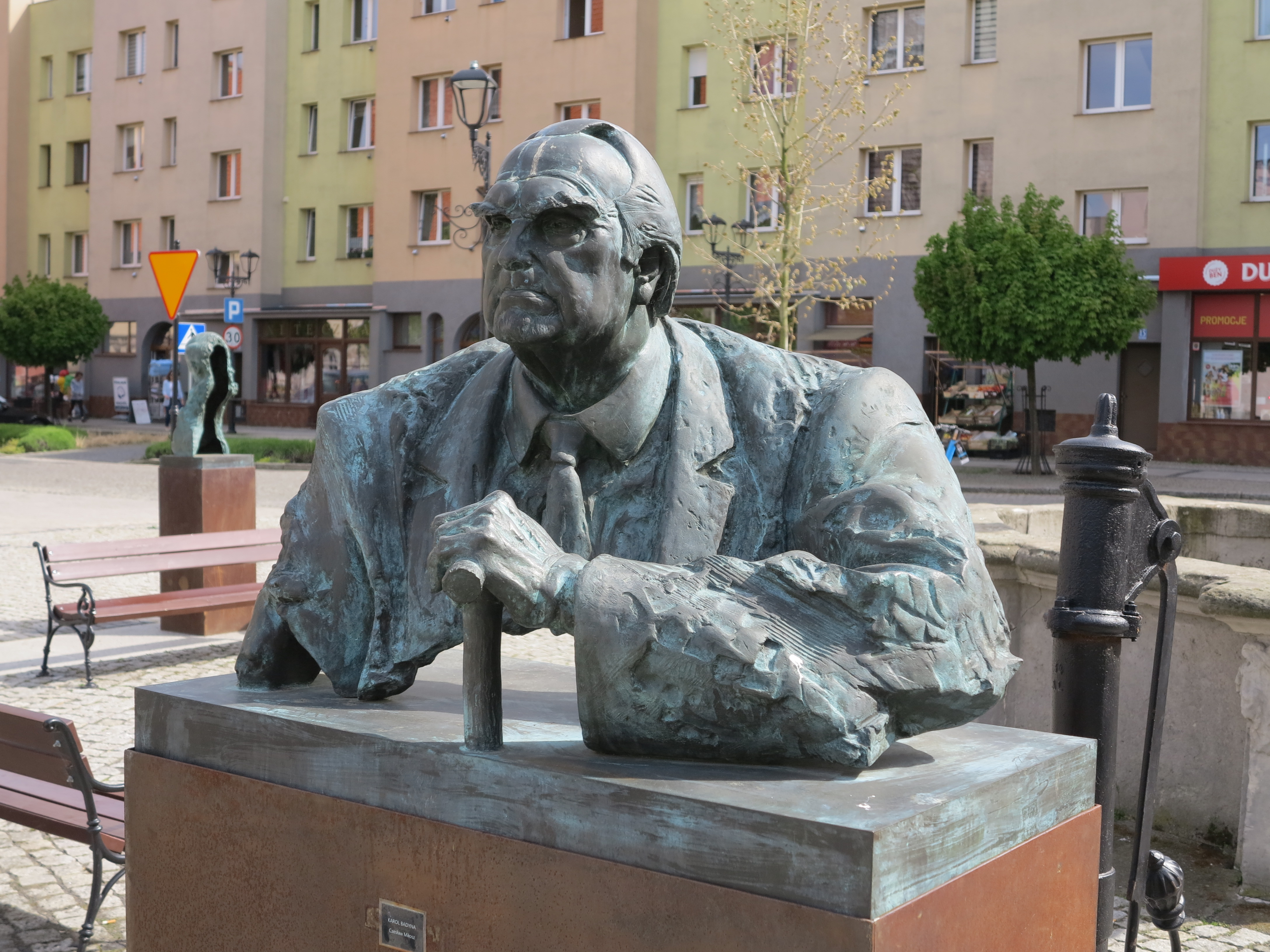
Czesław Miłosz, Metallplastik von Karol Badyna auf dem Oberen Markt von Lwówek Śląski

- Mitglied der American Academy of Arts and Sciences, 1981
- Mitglied der American Academy of Arts and Letters, 1982[10]
- Namensgeber für den Miłosz Point in der Antarktis, seit 1983
- Namensgeber für den Czesław Point in der Antarktis, seit 1984
- Ehrung als Gerechter unter den Völkern durch Yad Vashem,1989
- Ehrenbürger von Krakau, 1993
- Ehrenbürger von Vilnius, 2001

## Werke in polnischer Sprache
- 1930: Kompozycja (Komposition)
- 1930: Podróż (Reise)
- 1933: Poemat o czasie zastygłym
- 1936: Trzy zimy (Drei Winter)
- 193?: Obrachunki
- 1940: Wiersze (Gedichte)
- 1942: Pieśń niepodległa
- 1945: Ocalenie
- 1947: Traktat moralny
- 1953: Zniewolony umysł (Verführtes Denken)
- 1953: Zdobycie władzy (Das Gesicht der Zeit)
- 1953: Światło dzienne (Tageslicht)
- 1955: Dolina Issy (Das Tal der Issa) – basiert auf den Kindheitserlebnissen des Autors im Tal der Nevėžis
- 1957: Traktat poetycki
- 1958: Rodzinna Europa (West- und Östliches Gelände)
- 1958: Kontynenty
- 1961: Człowiek wśród skorpionów (Mensch unter Skorpionen)
- 1961: Król Popiel i inne wiersze (König Popiel und andere Gedichte)
- 1965: Gucio zaczarowany
- 1969: Widzenia nad zatoką San Francisco
- 1969: Miasto bez imienia (Stadt ohne Namen)
- 1972: Prywatne obowiązki (Private Verpflichtungen)
- 1974: Gdzie słońce wschodzi i kędy zapada (Wo die Sonne aufgeht und wo sie versinkt)
- 1977: Ziemia Ulro
- 1979: Ogród nauk
- 1982: Hymn o perle
- 1984: Nieobjęta ziemia
- 1987: Kroniki (Chroniken)
- 1985: Zaczynając od moich ulic
- 1989: Metafizyczna pauza
- 1991: Dalsze okolice (Weit entfernte Gegenden)
- 1991: Poszukiwanie ojczyzny (Suche nach der Heimat)
- 1991: Rok myśliwego (Jahr des Jägers)
- 1992: Szukanie ojczyzny
- 1994: Na brzegu rzeki (Am Flussufer)
- 1996: Legendy nowoczesności
- 1997: Życie na wyspach (Leben auf den Inseln)
- 1997: Piesek przydrożny (Hündchen am Wegesrand)
- 1997: Abecadło Miłosza (Miłosz-Alphabet)
- 1998: Inne abecadło (Anderes Alphabet)
- 1999: Wyprawa w dwudziestolecie
- 2000: To
- 2003: Orfeusz i Eurydyka

## Werke in deutscher Übersetzung
- Verführtes Denken, Kiepenheuer & Witsch, Köln, Berlin 1953, OCLC 600704050
- Das Gesicht der Zeit. Europa-Verlag, Köln, Berlin 1953, OCLC 7335938
- Das Tal der Issa. Kiepenheuer & Witsch, Köln, Berlin 1957, OCLC 720107898
- West und Östliches Gelände. Kiepenheuer & Witsch, Köln, Berlin 1961, OCLC 601469659
- Lied vom Weltende. Gedichte. Kiepenheuer & Witsch, Köln, Berlin 1966, OCLC 468842693
- Das Land Ulro. Kiepenheuer & Witsch, 1977, ISBN 3-462-01501-X
- Zeichen im Dunkel. Poesie und Poetik. Suhrkamp, 1979, ISBN 3-518-10995-2
- Geschichte der Polnischen Literatur. Verlag Wissenschaft und Politik, 1981, ISBN 3-8046-8583-8
- Gedichte 1933–1981. Suhrkamp, 1982, ISBN 3-518-03648-3
- Das Zeugnis der Poesie. Carl Hanser, 1984, ISBN 3-446-13949-4
- Gedichte. Suhrkamp, 1992, ISBN 3-518-22090-X
- Straßen von Wilna. Carl Hanser, 1997, ISBN 3-446-18945-9
- Hündchen am Wegesrand. Carl Hanser, 2000, ISBN 3-446-19914-4.
- Mein ABC. Hanser Belletristik, 2002, ISBN 3-446-20133-5
- DAS und andere Gedichte. Carl Hanser, 2004, ISBN 3-446-20472-5
- Visionen an der Bucht von San Francisco: Amerikanische Essays. Suhrkamp, 2008, ISBN 3-518-41993-5
- Gedichte. Carl Hanser, 2013, ISBN 3-446-24181-7